# Seniški Breg
Seniški Breg je naselje v Občini Kanal ob Soči.
Je razložena vas, sestavljena iz manjših gručastih zaselkov. Na prisojnem pobočju in v zavetrju ležijo zaselki Avšje, Škodniki, Senica in Markiči. Tla so pretežno flišnata. Višje ležeči zaselki Zatrebež, Široka Njiva in Ravne so že na zakrasnelem svetu, zato tam prevladujejo senožeti, ki pa se zaradi opuščanja živinoreje zaraščajo.